# Смородина многоцветковая
Сморо́дина многоцветко́вая (лат. Ríbes multiflórum) — кустарник, вид растений рода Смородина (Ribes) семейства Крыжовниковые (Grossulariaceae), в диком виде растущий в южной и юго-восточной Европе на склонах гор и в зарослях кустарников.

## Ботаническое описание
Листопадный кустарник высотой до 2 м с толстыми прямыми побегами.
Листья округлого очертания, c тремя—пятью короткими широкими лопастями (средняя лопасть больше боковых). Снизу листья имеют густое серое опушение, сверху опушены только молодые листья. Край листа городчато-зубчатый.
Цветёт в мае. Кистевидные соцветия длинные, повислые, состоят из большого количества (до 50) зеленовато-жёлтых цветков. Цветоложе чашевидной формы с крупными выступами под лепестками. Чашелистики голые или с редкими ресничками по краю, отогнуты наружу почти до основания. Столбик и тычинки высовываются из цветка наружу, столбик узкоконический.
Плоды — крупные (до 10 мм диаметром) красные очень кислые ягоды с толстой кожицей.

## Применение
Используется в качестве декоративного растения.